# Хосе Гаспар Родригез де Франсија
Др Хосе Гаспар Родригез де Франсија и Веласко (шп. José Gaspar Rodríguez de Francia y Velasco; Јагуарон, 6. јануар 1766 — Асунсион, 20. септембар 1840) био је вођа Парагваја у периоду од 1814. до 1840. године. Франсија је заслужан што је Парагвај постао независна и изолована држава.

## Биографија
После завршених теолошких и правних студија радио је као правник и судија у Асунсиону. Одмах по избијању револуције 1811, постаје секретар револуционарне хунте, 1813. конзул, 1814. диктатор и 1817. доживотни диктатор.
Доктор Франсија је био инспирисан Русоовим „Социјалним уговором“ и желео је да изгради друштво у овом смислу, али су га упоредо инспирисали и Робеспјер и Наполеон I. Да би спровео своју утопију у наум, изоловао је државу против свих утицаја споља, покушавши основати индустрију за потребе сопствене државе. Као деспот управљао је државом уз помоћ терора и репресалија.
У народу је био познат као Ел Супремо, највиши.
Забранио је све опозиционе странке и укинуо високо образовање, новине, пошту и инквизицију, истовремено оснивајући тајну полицију. С временом је преузимао власништво Католичке цркве и њихово земљиште је користио за колективну земљорадњу. Самопрогласио се вођом Католичке Цркве Парагваја, што је био повод његове екскомуникације од стране папе.
Последњих година живота било је све јасније да је психички болестан. Франсија је одлучио да се сви пси морају устрелити. Наредио је да га сви морају поздравити с подигнутим шеширом, а они који нису носили шешир морали су носити обод којег би подизали кад је Франсија пролазио.
Умро је 20. септембра 1840, а недуго пре смрти је уништио све своје папире осећајући да му се ближи крај.